# (362793) Suetolson
(362793) Suetolson est un astéroïde de la ceinture principale.

## Description
(362793) Suetolson est un astéroïde de la ceinture principale. Il fut découvert le 23 août 2006 à Mauna Kea par David D. Balam. Il présente une orbite caractérisée par un demi-grand axe de 2,76 UA, une excentricité de 0,13 et une inclinaison de 13,6° par rapport à l'écliptique.

## Compléments